# 흔들바위

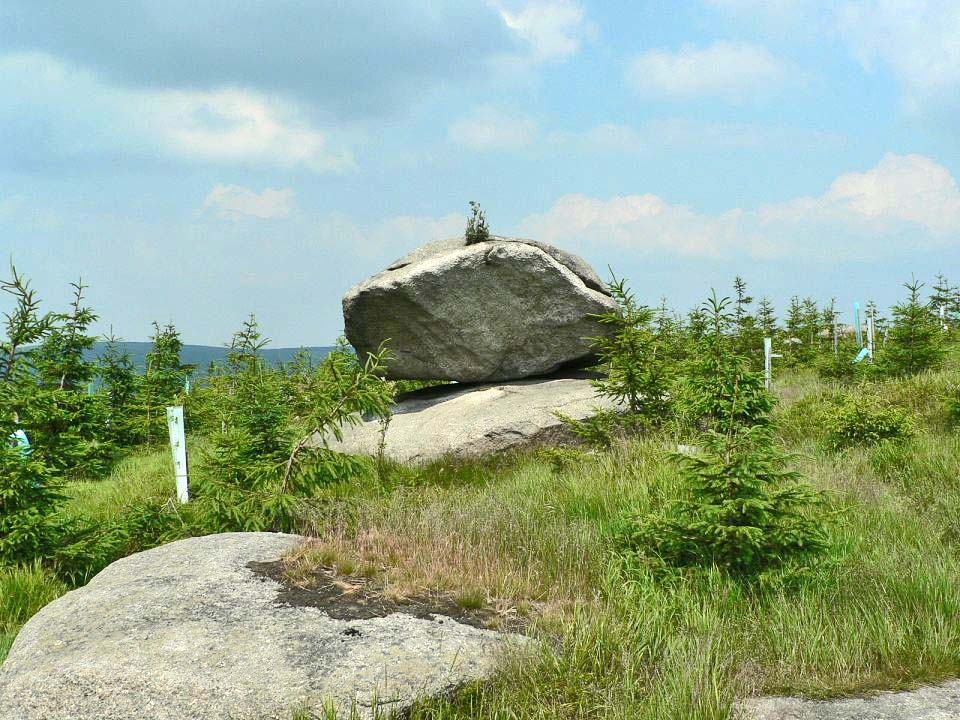
체코 이제라 산맥의 흔들바위

흔들바위는 어떤 산의 바위가 땅 위에 있으면서 밀면 흔들리지만 떨어지지는 않는 바위를 가리킨다. 대한민국에서는 설악산의 흔들바위가 제일 유명하다. 이러한 형태의 바위는 침식에 의해 형성된다.

## 유명한 흔들바위가 있는 산
- 설악산: 속초시 설악동 쪽의 설악산에 있다. 설악산의 외설악에 있는 조계암 앞(울산바위 아래)에 위치해 있다.
- 도봉산: 자라바위라는 이름으로도 불린다.

## 같이 보기
- 토르: 일반적으로 풍화에 의해 외딴 곳에 생긴 바위를 가리키는 지형
- 균형 바위